# So Young-en
Seo Yeong-en (서영은) (nacida el 18 de mayo de 1943) es una escritora coreana.

## Biografía
Seo Yeong-en nació en Gangneung, provincia de Gangwon, Corea. Entró en la Universidad Konkuk para estudiar Filología Inglesa, pero dejó la universidad en 1965. En 1968 se publicó su relato corto "El puente" (Gyo) en la publicación Mundo de pensamientos (Sasanggye), y al siguiente año "Yo y yo" (Nawa na) se publicó en Literatura mensual (Wolgan munhak). También trabajó como editora para Pensamiento Literario (Munhaksasang) y fue periodista de la publicación Literatura coreana (Hanguk munhak), bajo la edición de Lee Mungu.

## Obra
La obra de Seo Yeong-eun contiene un nihilismo profundamente arraigado y un sentido de la alienación como lo experimentan las almas puras. A menudo sus personajes son gente corriente que desea una existencia espiritual elevada, a la vez que lucha con sus vidas tediosas y sin sentido. En "Cómo cruzar un desierto" (Samageul geonneoganeun beop, 1975), la psicología de un hombre que intenta superar las dolorosas memorias de la Guerra de Vietnam y volver a su vida normal se expresa a través de su relación con otro hombre que vive en su mundo de fantasía. En "La pluma de oro" (Hwanggeum gitteol, 1980), un mediocre poeta de mediana edad se da cuenta de que el esfuerzo de toda su vida de conservar la pureza de su fervor literario no le ha dado nada. Al contemplar su insulsa vida, ve que nunca alcanzará el ideal que anheló. Al mismo tiempo, es reacio a aceptar a la oportunidad de tirar la inservible "pluma de oro" y aceptar la realidad. La oposición entre el ideal inalcanzable y la realidad que se rechaza también es el tema de "Gente de Gwansa" (Gwansa saramdeul), que muestra la forma en que las normas y los hábitos de la vida diaria pueden corromper la pureza del alma. Por el contrario, "Sullaeya, sullaeya" (1980) trata de una mujer que escapa de la tiranía de la rutina. En "Querido amor distante" (Meon geudae, 1983), quizá su trabajo más conocido, belleza y perfección espiritual se conjugan en el interior de una mujer aparentemente patética que aguanta en silencio y se levanta sobre la opresiva e injusta realidad para conseguir la paz interior. Tanto la pluma dorada que aparece en "La pluma de oro", el camello en "Querido amor distante y la mariposa en "Gente de Gwansa" simbolizan la afirmación positiva del nihilismo elevado al nivel de pureza espiritual absoluta.

## Obras en coreano (lista parcial)
Recopilaciones de relatos cortos
- Cómo cruzar un desierto (Samageul geonneoganeun beop, 1977)
- Un festival de carnes y huesos (Sal gwa ppyeoui chukje, 1978)
- Sullaeya, sullaeya (1981)
- La pluma dorada (Hwanggeum gitteol, 1984)
- El final del río (Gangmurui kkeut, 1984)
- Una ventana con escalera (Sadariga noin chang, 1990)
- Del camino hacia el mar (Gireseo badatkaro, 1992)
- Del camino de los sueños al camino de los sueños (Kkumgireseo kkeumgillo, 1995).

## Premios
- Premio literario Yi Sang por "Querido amor distante" (1983)
- Premio literario Yeonam por "Una ventana con escalera" (1990)